# Захићи
Захићи су насељено мјесто у граду Зеници, Босна и Херцеговина.

## Становништво
|         | 2013.        | 1991.         | 1981.         | 1971.         |
| Укупно  | 239 (100,0%) | 289 (100,0%)  | 245 (100,0%)  | 228 (100,0%)  |
| Бошњаци | 239 (100,0%) | 288 (99,65%)1 | 244 (99,59%)1 | 227 (99,56%)1 |
| Остали  | –            | 1 (0,346%)    | –             | 1 (0,439%)    |
| Албанци | –            | –             | 1 (0,408%)    | –             |

1. 1 На пописима од 1971. до 1991. Бошњаци су пописивани углавном као Муслимани.